# Solanum reineckii
Solanum reineckii är en potatisväxtart som beskrevs av John Isaac Briquet. Solanum reineckii ingår i släktet skattor som ingår i familjen potatisväxter. Inga underarter finns listade i Catalogue of Life.